# XB-28龍式轟炸機
XB-28龍式轟炸機（英語：Dragon)（NA-63）是北美航空為美國陸軍航空軍研製的高空中型轟炸機，該機只有2架原型機。

## 發展

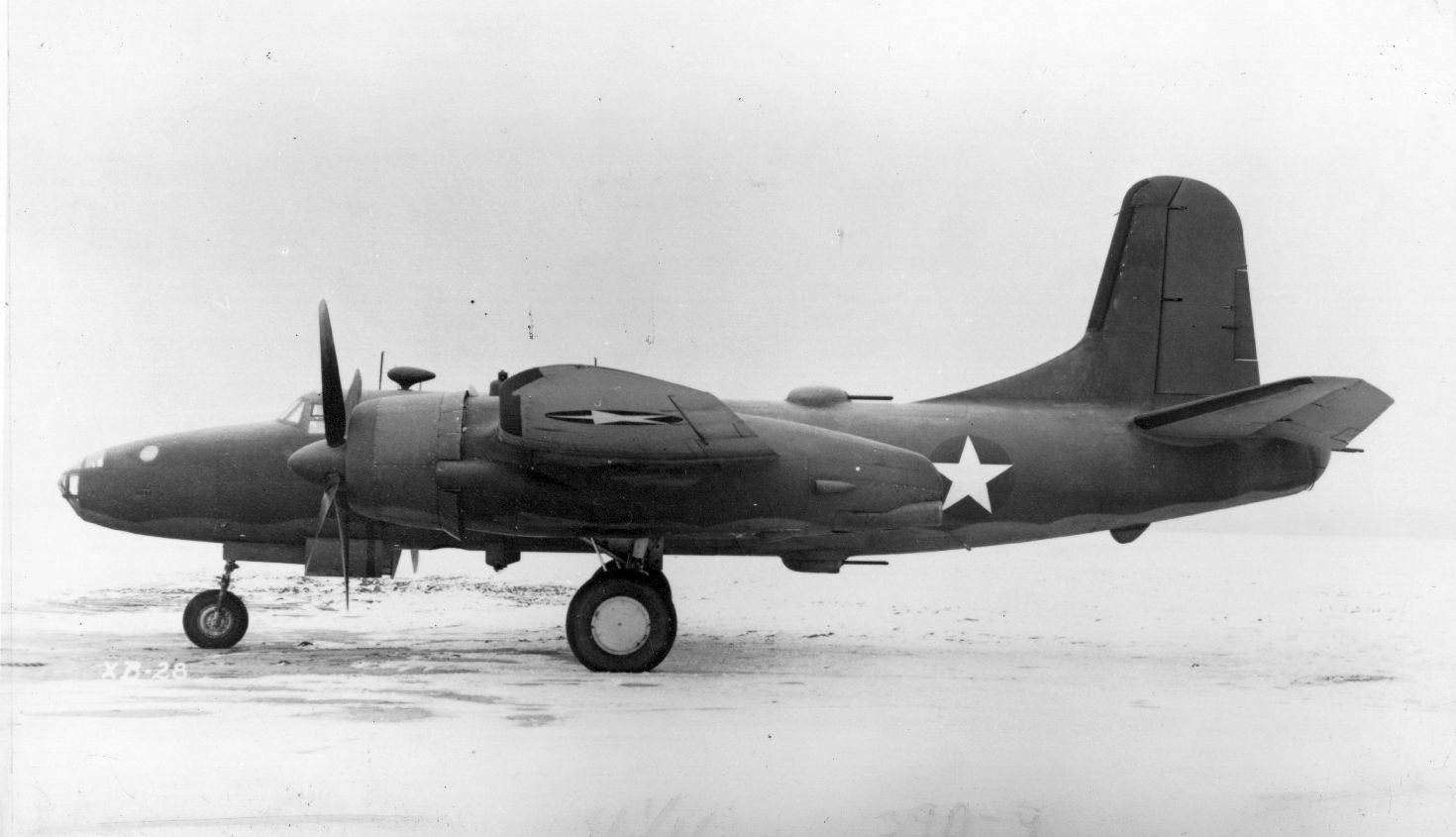

美國陸軍航空兵團於1940年2月13日發出了一架高空中型轟炸機的訂單；XB-28於1942年4月26日首飛。XB-28的設計基於B-25米切爾型轟炸機，但隨著發展，該機成為一種全新的設計，反而更接近B-26轟炸機。B-25和XB-28的整體配置非常相似；最重要的差異是B-25的雙尾翼改為XB-28的單尾翼。該機也是第一批配備加壓艙的戰鬥機之一。
雖然XB-28有著明顯優於B-25的性能但它從未投入量產。高空轟炸受到雲和風等因素的嚴重阻礙，而這些因素在太平洋上經常發生。同時，中型轟炸機在較低高度變得更加有效。
儘管陸軍航空軍拒絕將XB-28作為轟炸機，但他們還是訂購了另一架原型機。該機被命名為XB-28A，並探索其作為偵察機的可能性。1943年8月4日，XB-28A機組人員跳傘後墜入南加州附近的太平洋。

## 外部連結
- Joe Baugher's Encyclopedia of American Aircraft （页面存档备份，存于）
- USAF Museum
- Several photographs of the NA-63 XB-28 40-3056 （页面存档备份，存于）